# Croton troncosoi
Croton troncosoi är en törelväxtart som beskrevs av Ahumada. Croton troncosoi ingår i släktet Croton och familjen törelväxter. Inga underarter finns listade i Catalogue of Life.